# DREAMIN' (KATSUMIの曲)
「DREAMIN'」（ドリーミン）は、KATSUMIの17枚目のシングル。

## 解説
5thオリジナル･アルバム『SUPER BALANCE』より、リミックスされたバージョンでシングルカットされた。
6年間在籍したパイオニアLDC在籍時最後のシングル。1997年からKATSUMIはワーナーミュージック・ジャパン内wea japanへ移籍する。
サブタイトルに「Brand-New Mix」と記載されているが、シングルのタイトルは原題「DREAMIN'」である。
ジャケット写真は前作「Higher Love 〜君と僕が望んだもの〜」と同じ衣装である。
慶応進学会CM曲。

## 収録曲
全作詞：渡辺克巳／作曲：石川洋／編曲：武部聡志
1. DREAMIN' 〜Brand-New Mix〜
2. DREAMIN' 〜cowboy Mix〜
3. DREAMIN' 〜Brand-New Mix original karaoke〜